# Callopistria plinthobaps
Callopistria plinthobaps là một loài bướm đêm trong họ Noctuidae.